# 洛梅洛
洛梅洛（義大利語：Lomello），是意大利帕维亚省的一个市镇。总面积22平方公里，人口2363人，人口密度107.4人/平方公里（2009年）。国家统计（ISTAT）代码为018083。